# 軌道自転車

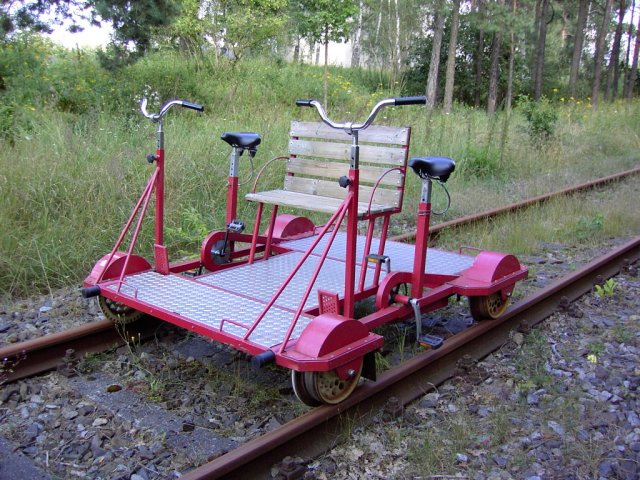
ドイツ・テンプリン-フュルステンベルク/ハーヴェル間を走る軌道自転車

軌道自転車（きどうじてんしゃ）とは、運転者が乗車して鉄道線路上を走行する車両である。旧来は自転車やオートバイ部品流用が多見されたが、現在は各社が専用車体を製作している。

## 概要
線路上を走行する自転車、バイクで、レールバイクとも呼称され、線路上を走行するため鉄道に分類される。二輪自転車を改造した人力駆動車や新造のエンジン駆動する四輪車などがある。
- とくに日本では「レールスター」とも呼び、鉄道会社の見学イベントで体験乗車する機会も多い。これは旧・中島飛行機のエンジン部門であった大宮富士産業が1950年[1]に製造した原動機付き製品に由来するものとみられる。

現在の保線作業では、軌道自動自転車と呼称されるエンジン駆動製品が多用されている。通常は前進一方向で線路から持ち上げて方向転換するが、逆進可能な製品もある。
エンジン駆動製品は、バイク同様のスロットルグリップ回転する、右手親指でスロットルレバーを開閉、アクセルスロットルとブレーキが一体化したレバー操作など、複数の運転方法がある。スターターモーターや紐を引くリコイルスタートで始動するスクーター類似製品もある。2010年11月開催の鉄道技術展で、国内主要メーカーがモーター駆動する電動式商品を発表している。
東海旅客鉄道（JR東海）では在来線用として、日産・リーフのリチウムイオンバッテリーを再利用した回生ブレーキ付きの電動式軌道自動自転車を試験導入し、2021年（令和3年）7月より2022年（令和4年）3月までの予定で各種性能確認試験を行う。同社の在来線部門で使用されている207台のガソリンエンジン式軌道自動自転車を全て電動式に置き換えた場合、年間約3.4トンの二酸化炭素が削減できると言う。

## 使用目的

### 観光用
路線に鉄道廃線を再使用した全長数kmから10数km程度で、観光時期や週末限定で営業するものが多い。
日本では美幸線廃線のトロッコ王国美深、高千穂鉄道廃線の高千穂あまてらす鉄道や、旧神岡鉄道神岡線廃線などでは春から秋季に、客自身が運転する「レールマウンテンバイク」が催される。諸外国ではドイツ、スウェーデン、ノルウェー、ポーランドなどヨーロッパ山岳観光地に多見され、韓国では廃線跡活用などが複数散見される。

### 線路保守用
主に保線作業で使用され、災害時線路巡回や夜間等軽作業時の移動運搬用途も多い。

### その他
鉱山鉄道内作業で供される事例や、ロシア東部など一部国や地域では、沿線住民が無許可で軌道自転車を運転し移動する事例もある。

## ギャラリー

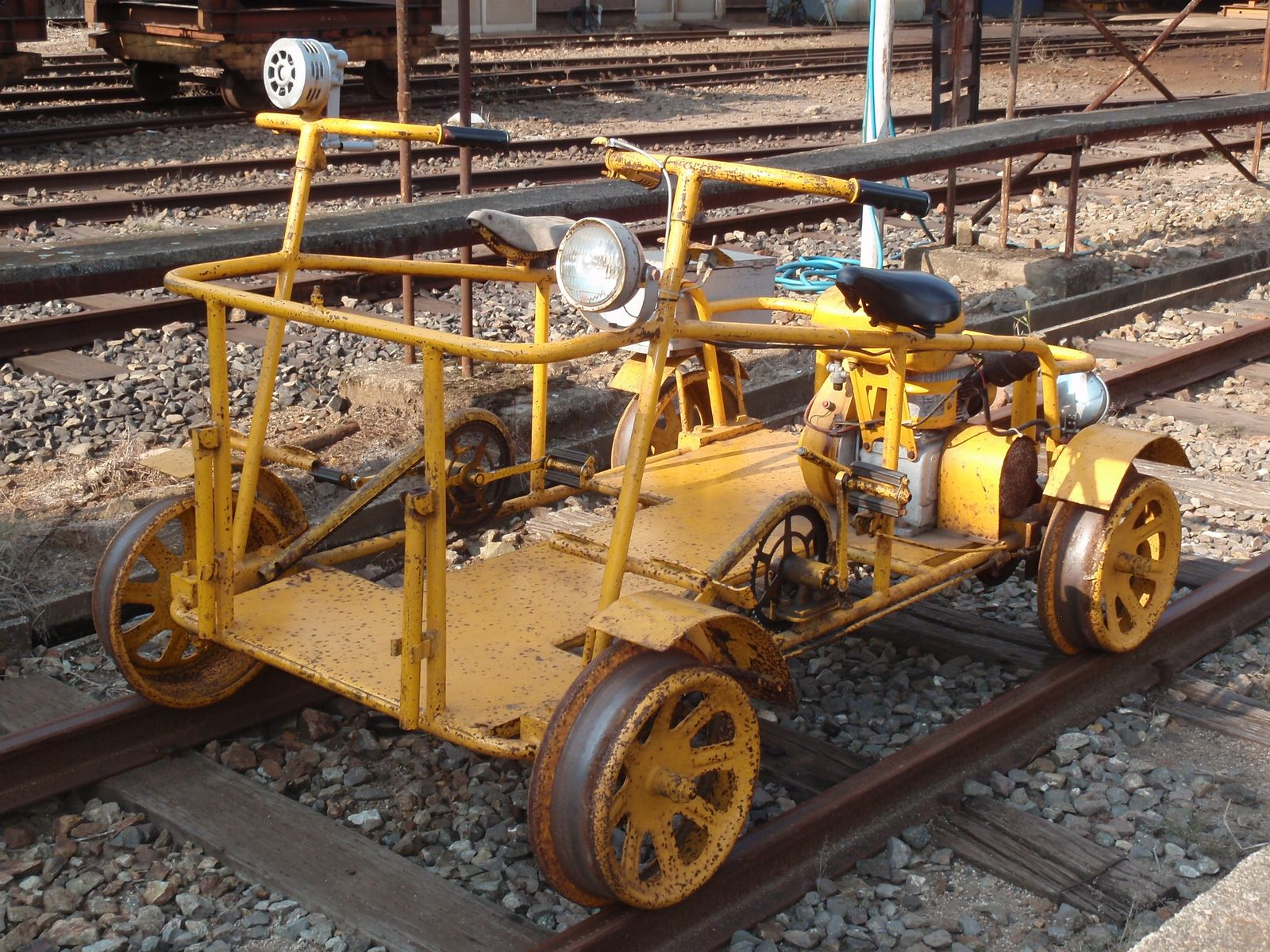
一畑電車使用車
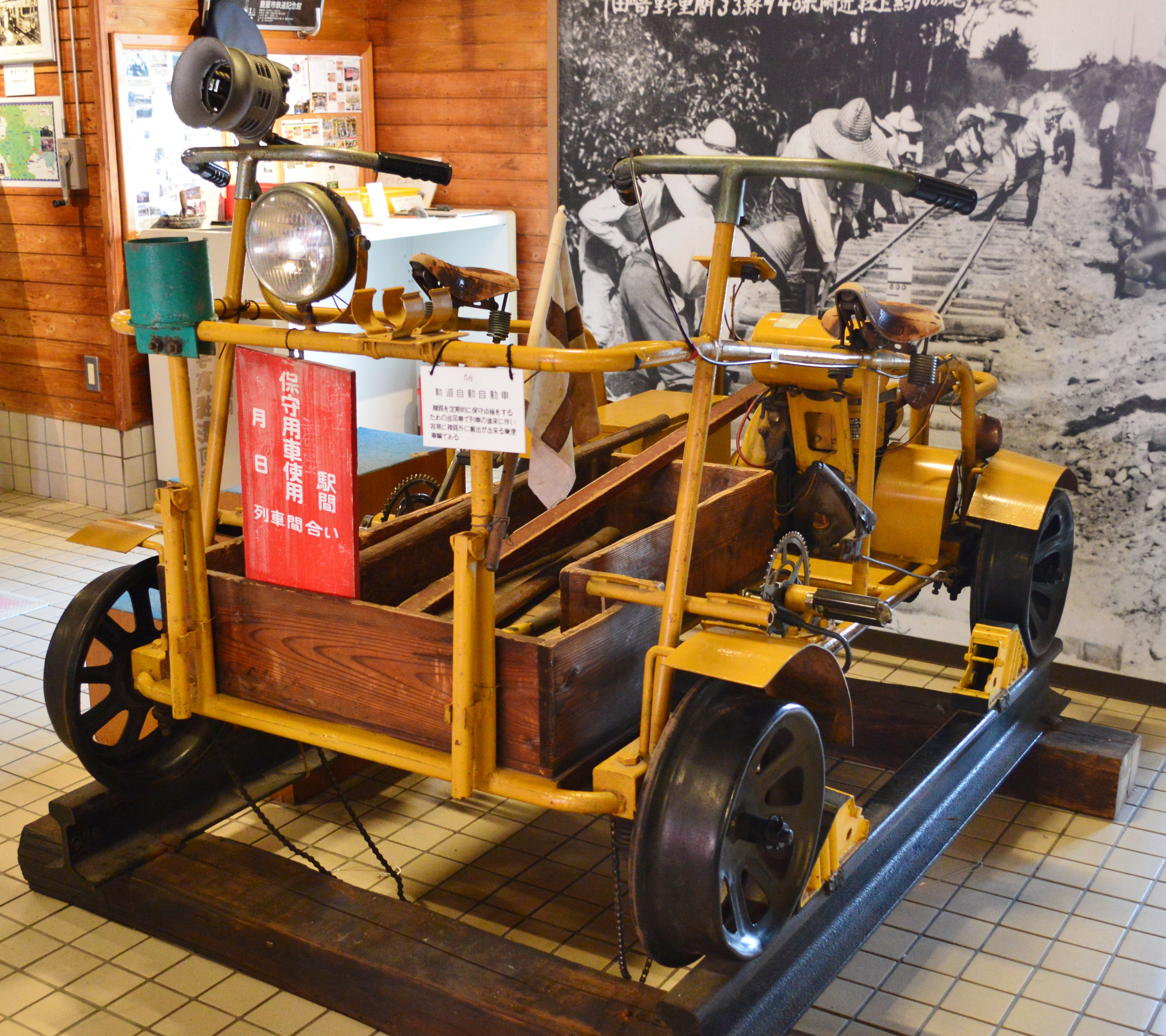
鹿屋市鉄道記念館展示車
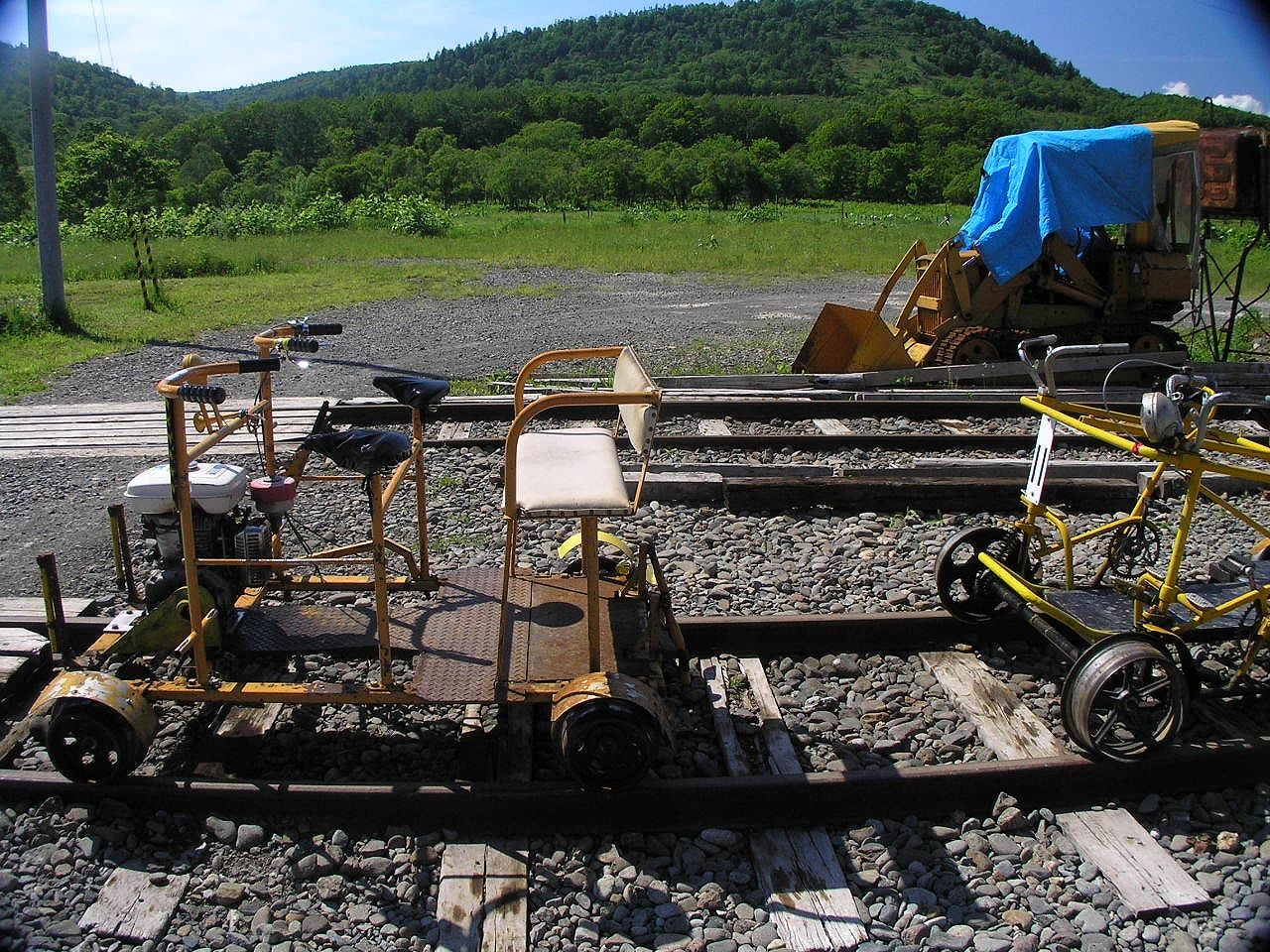
旧美幸線トロッコ王国の軌道自動自転車（左）と軌道自転車（右）
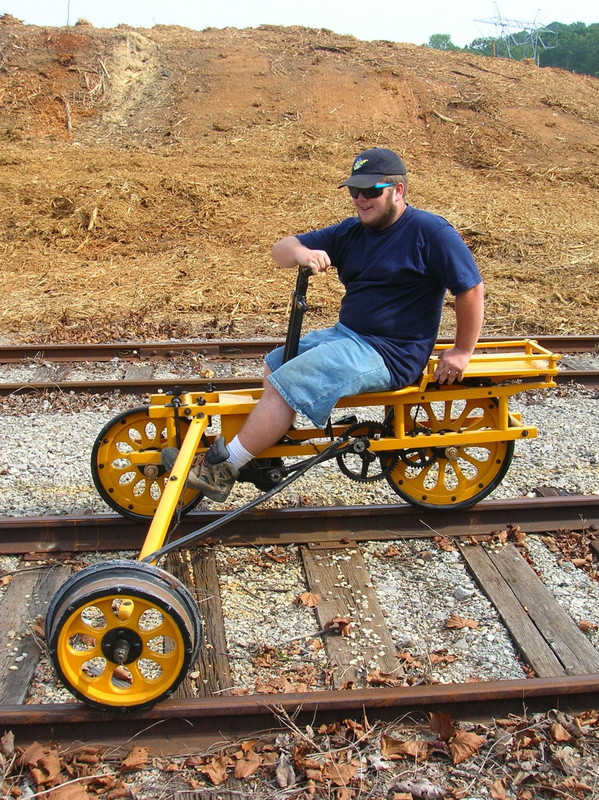
アメリカの路線復帰デモンストレーションで使用される軌道自転車
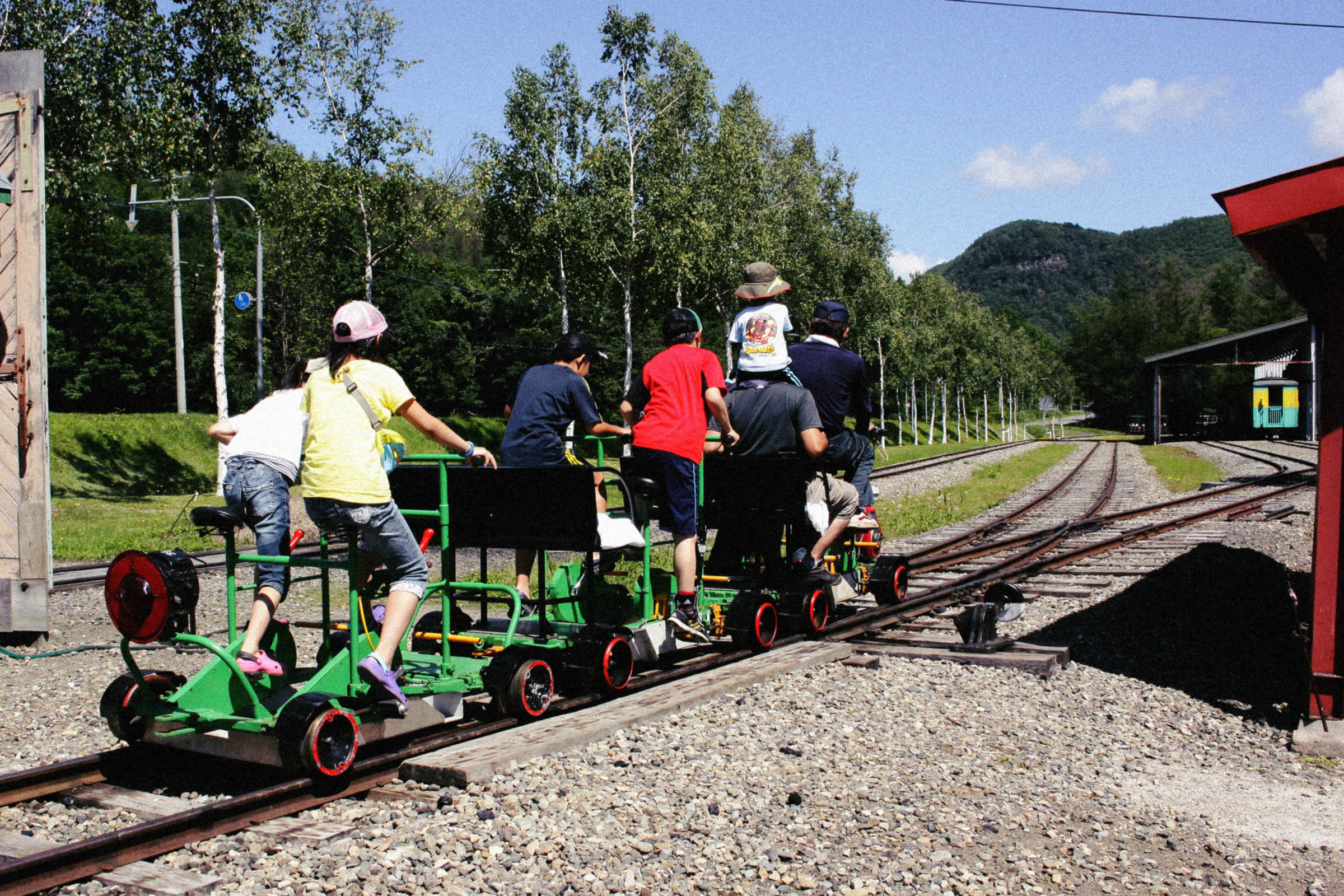
丸瀬布森林公園いこいの森（北海道遠軽町）の軌道自転車（軌間762mm）